# Lori Bowden
Pour les articles homonymes, voir Bowden.
Lori Bowden née le 13 juin 1967 à Fergus, Ontario (en) au Canada est une triathlète et duathlète professionnelle. Double vainqueur du championnat du monde de  triathlon Ironman à Kona (Hawaï) en 1999 et 2003 et championne du monde de duathlon longue distance en 1998.

## Biographie
Lori Bowden remporte la première édition de l'Ironman Canada à Penticton en 1997. Elle remporte le championnat du monde d'Ironman En 1999 et 2003. Elle est mariée au triathlète professionnel, également champion du monde d'Ironman Peter Reid. Elle s'arrête en septembre 2005, pour mettre au monde son fils Tyson, elle reprend la compétition l'année suivante.
En 2015 elle est introduite en compagnie de la compatriote Heather Fuhr dans le Hall of Fame de l'Ironman, au regard de ses victoires sur Ironman et de ses contributions  aux compétitions Ironman de par le monde.

## Palmarès
Le tableau présente les résultats les plus significatifs (podium) obtenus sur le circuit international de triathlon depuis 1997.
| Année | Compétition                                  | Pays       | Position | Temps           |
| ----- | -------------------------------------------- | ---------- | -------- | --------------- |
| 2006  | Ironman Australie                            | Australie  |          | 9 h 14 min 59 s |
| 2003  | Ironman - Championnat du monde à Kailua-Kona | États-Unis |          | 9 h 11 min 55 s |
| 2003  | Ironman 70.3 Cambridge                       | États-Unis |          | 4 h 21 min 53 s |
| 2002  | Ironman Autriche                             | Autriche   |          | 8 h 51 min 22 s |
| 2002  | Ironman Canada                               | Canada     |          | 9 h 15 min 52 s |
| 2002  | Ironman - Championnat du monde à Kailua-Kona | États-Unis |          | 9 h 22 min 27 s |
| 2001  | Ironman Australie                            | Australie  |          | 9 h 0 min 19 s  |
| 2001  | Ironman Autriche                             | Autriche   |          | 8 h 59 min 41 s |
| 2001  | Ironman - Championnat du monde à Kailua-Kona | États-Unis |          | 9 h 32 min 59 s |
| 2000  | Ironman - Championnat du monde à Kailua-Kona | États-Unis |          | 9 h 29 min 5 s  |
| 2000  | Ironman Canada                               | Canada     |          | 9 h 17 min 23 s |
| 2000  | Ironman Australie                            | Australie  |          | 8 h 55 min 8 s  |
| 1999  | Ironman - Championnat du monde à Kailua-Kona | États-Unis |          | 9 h 13 min 2 s  |
| 1999  | Ironman Canada                               | Canada     |          | 9 h 14 min 3 s  |
| 1999  | Ironman Australie                            | Australie  |          | 9 h 8 min 52 s  |
| 1998  | Ironman - Championnat du monde à Kailua-Kona | États-Unis |          | 9 h 27 min 19 s |
| 1998  | Powerman Duathlon Zofingen                   | Suisse     |          | 7 h 21 min 51 s |
| 1998  | Ironman Canada                               | Canada     |          | 9 h 21 min 16 s |
| 1997  | Ironman - Championnat du monde à Kailua-Kona | États-Unis |          | 9 h 41 min 42 s |
| 1997  | Ironman Canada                               | Canada     |          | 9 h 22 min 9 s  |